# Martin Dibelius

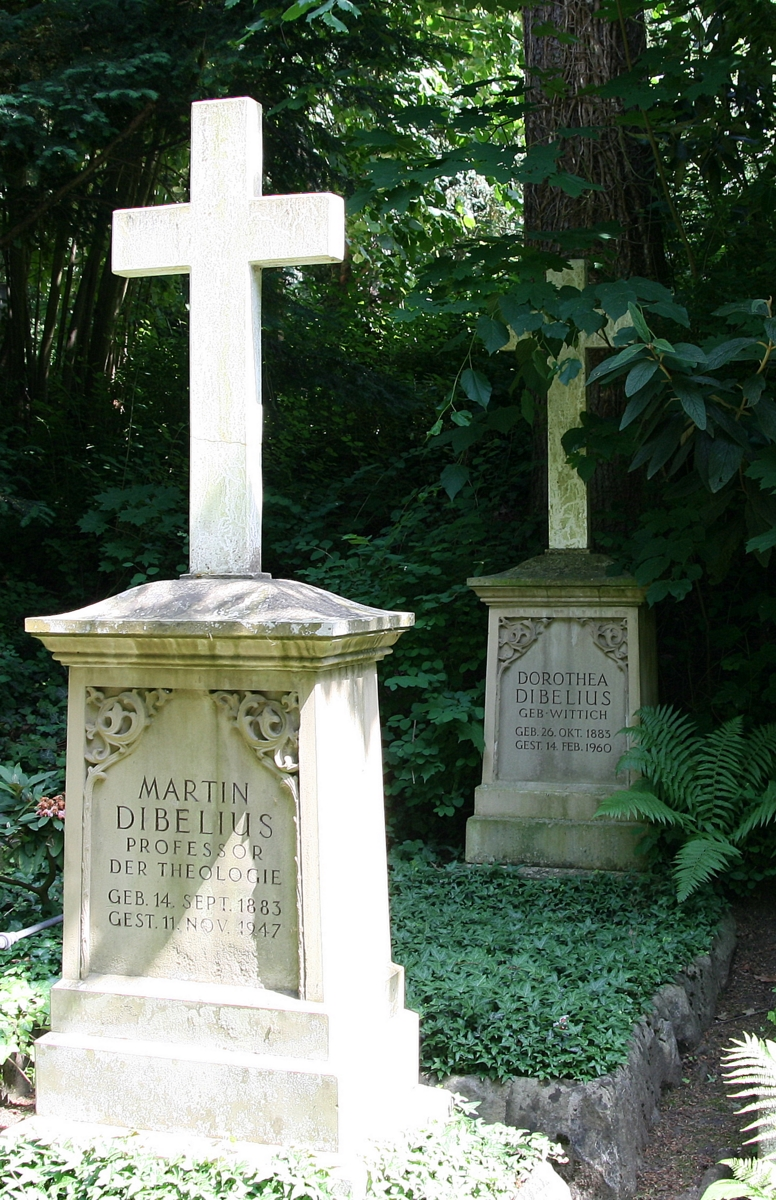
Graf van Martin Dibelius

Martin Dibelius (Dresden, 14 september 1883 - Heidelberg, 11 november 1947) was een Duits theoloog en professor Nieuwe Testament aan de universiteit van Heidelberg.
Dibelius was een zoon van de predikant Franz Wilhelm Dibelius en een neef van Otto Dibelius, die (eveneens als theoloog) zich tijdens de Tweede Wereldoorlog inzette voor de Bekennende Kirche.
Martin Dibelius studeerde theologie en filosofie aan de universiteiten van Neuchâtel, Tübingen, Leipzig en Berlijn, waar hij in 1910 universitair docent werd. Vanaf 1915 was hij professor in het Nieuwe Testament aan de theologische faculteit van de Ruprecht-Karls-Universiteit in Heidelberg.
Dibelius heeft in de nieuwtestamentische wetenschap vooral zijn sporen nagelaten doordat hij de grondlegger was van de methodiek van de vormkritiek (Formgeschichte) in de bestudering van de synoptische evangeliën. Zijn belangrijkste werk op dit gebied is zijn Die Formgeschichte des Evangeliums (Tübingen, 1919), maar ook in zijn andere publicaties speelt vormkritiek een belangrijke rol.
Rond 1930 speelde de "zaak Dehn": de pacifistisch theoloog en professor in de praktische theologie Günther Dehn liet zich zodanig kritisch uit over oorlogvoering en dienstplicht dat de indruk ontstond dat hij soldaten als moordenaars beschouwde. Dibelius sympathiseerde van meet af aan met Dehns standpunten, wat in het toenmalige Duitsland niet zonder risico was. Aanvankelijk durfden slechts drie (later vier) andere collega's zich openlijk voor Dehn uit te spreken. De meeste andere theologen hadden nationaalsocialistische sympathieën. Dehn werd uiteindelijk uit zijn ambt ontheven en van de universiteit geweerd.
Naast zijn nieuwtestamentisch onderzoek heeft Dibelius zich tot aan zijn dood actief ingezet voor de oecumenische beweging.

## Publicaties
- Die Lade Jahwes. Eine religionsgeschichtliche Untersuchung, diss. Tübingen, 1906
- Die Geisterwelt im Glauben des Paulus, 1909
- Die urchristliche Überlieferung von Johannes dem Täufer, 1911
- Die Formgeschichte des Evangeliums, 1919
- Geschichtliche und übergeschichtliche Religion im Christentum, 1925
- Urchristentum und Kultur, 1928
- Was heißt heute evangelisch?, 1929
- Jungfrauensohn und Krippenkind. Untersuchung zur Geburtsgeschichte Jesu im Lukasevangelium, 1932
- Die Botschaft von Jesus Christus. Die alte Üben, der Gemeinde in Geschichte, Sprüchen und Reden wiederhergesteld und verdeutlicht, 1935
- Jesus 1939
- Paulus auf dem Areopag, 1939
- The Sermon on the Mount, New York, 1940

- Bibliothèque nationale de France: cb12703776j (data)
- CiNii: DA02345375
- Gemeinsame Normdatei: 118671820
- International Standard Name Identifier: 0000 0001 1026 4614
- Library of Congress Control Number: n79007381
- Bibliotheek van het Japanse parlement: 00437838
- Nationale Bibliotheek van Tsjechië: skuk0000315
- Nationale Bibliotheek van Israël: 987007260575605171
- Nederlandse Thesaurus van Auteursnamen: 068587457
- Istituto Centrale per il Catalogo Unico: SBLV003883
- LIBRIS: 183765
- SNAC: w6d64wwj
- Système universitaire de documentation: 059413506
- Trove: 807816
- Virtual International Authority File: 49348127
- WorldCat: E39PBJg4qGQcVwXfckQwvm3mh3